# Terminološka baza
Terminološka baza je baza podatkov, v katero se shranjujejo prevodi terminov. Baza je poleg pomnilnika prevodov ključni del prevajalskega namizja.

## Uporabnost
Terminološke baze so nepogrešljive pri prevajanju strokovnih in znanstvenih besedil, ki so polna ponavljajočih se terminov.
Vsa prevajalska namizja nudijo možnost avtomatskega iskanja izrazov v terminološki bazi, kar pomeni, da program v besedilu sam poišče izraze, ki so vneseni v terminološko bazo, in ponudi ustreznico, ki jo lahko nato vstavimo v prevod. Večina programov lahko besedilo tudi predprevede, kar pomeni, da izhodiščne termine samodejno nadomesti s ciljnimi, ki jih ima shranjene v terminološki bazi. Ta funkcija lahko bistveno skrajša čas prevajanja pri terminološko bogatih besedilih.
Nekatere programe za upravljanje baz lahko uporabljamo samostojno, neodvisno od pomnilnika prevodov (npr. TRADOS MultiTerm), medtem ko so drugi neločljiv del prevajalskega namizja.
Sodobni programi za vzdrževanje terminologije omogočajo preprosto in hitro zamenjavo izvirnega in ciljnega jezika, podpirajo navzrkrižne povezave in omogočajo megleno iskanje. 
Terminološke baze so, tako kot pomnilniki prevodov, ob nakupu prevajalskega namizja prazne. Prevajalec jih mora sam ustvariti ali pa uporabiti že obstoječe baze. Ker zna biti ustvarjanje baz zamudno, je veliko programov opremljenih s funkcijo za luščenje terminologije.

### Vnos v bazo
Orodje za upravljanje terminologije mora uporabniku omogočati, da sam definira bazo glede na lastne potrebe. Ne glede na to, katera polja v bazo vključi, je posamezni vnos sestavljen iz glave vnosa, kamor se shranjujejo administrativni podatki (npr. datum vnosa, ime vnašalca, podatki o prevajalskem projektu), indeksnih polj (npr. termin in njegovi prevodi v različne jezike, sinonimi, krajšave), besedilnih polj (npr. razlaga, primer, opomba) in atributnih polj. 

## Samodejno luščenje terminologije
Nekatera prevajalska namizja so opremljena z orodjem za samodejno luščenje terminov. Le-to besedilo analizira in s pomočjo statističnih in/ali jezikoslovnih postopkov poišče potencialne zadetke. Ker so napake pri iskanju precej pogoste, mora prevajalec ali terminolog pregledati seznam terminov in odpraviti napake.
Orodja za samodejno luščenje terminologije lahko delujejo na dveh principih:
- jezikovni – program išče besedne kombinacije, ki ustrezajo nekemu govornemu vzorcu (npr. pridevnik + samostalnik). Jezikovni pristop ni univerzalen, saj zaradi močnih razlik med posameznimi jeziki ni mogoče ustvariti splošnega programa, ki bi veljal za vse.
- statistični – program išče ponavljajoče se elemente. Sistem je jezikovno neodvisen in uporabnik lahko sam določi prag pogostosti za število ponovitev neke besede ali stavka, po katerem program išče morebitne termine. Toda tovrstno iskanje izpiše tudi veliko neustreznih, splošnih izrazov.

Oba postopka imata svoje prednosti in slabosti, zato so nastali tudi hibridni, jezikovno-statistični programi, ki poskušajo združiti dobre lastnostih obeh pristopov.
Orodje deluje na eno- in večjezičnih virih. V prvem primeru program ustvari seznam, ki uporabniku služi kot začetni iskalni seznam potrebne terminologije, kadar pa imamo na voljo original in prevod, program termine išče s postopkom besedne poravnave. Pri tem orodje za vsako obliko v prvem jeziku izračuna najverjetnejše prevodne ustreznice v drugem jeziku. 

## Slabosti
Programi za terminološke baze imajo težave pri prepoznavanju morfoloških značilnostih jezika. Pri morfološko bogatih jezikih, med katere sodi tudi slovenščina, program pogostokrat ne prepozna termina, če ni v imenovalniku. 
Pri prevajanju v slovenščino iz jezika, ki nima toliko sklanjatvenih pripon, program sicer prepozna izhodiščni termin in ga nadomesti s slovenskim, vendar mora prevajalec zatem »na roko« popraviti še sklon. 